# Little Weldon
Little Weldon var en civil parish från 1866 till 1935 då den blev en del av Weldon, i grevskapet Northamptonshire, i England. Civil parish var belägen 12 km från Kettering och hade 571 invånare år 1931. Byar nämndes i Domedagsboken (Domesday Book) år 1086, och kallades då Parva Weledone.